# Mai 2004
Portal Geschichte | Portal Biografien | Aktuelle Ereignisse | Jahreskalender | Tagesartikel

◄ |
20. Jahrhundert |
21. Jahrhundert

◄ |
1970er |
1980er |
1990er |
2000er
| 2010er | 2020er | 2030er | ►

◄ |
2000 |
2001 |
2002 |
2003 |
2004
| 2005 | 2006 | 2007 | 2008 | ►

◄ |
Februar 2004 |
März 2004 |
April 2004 |
Mai 2004 |
Juni 2004 |
Juli 2004 |
August 2004 |
►
Dieser Artikel behandelt tagesbezogene Nachrichten und Ereignisse im Mai 2004.

## Tagesgeschehen

### Samstag, 1. Mai 2004

Die nunmehr 25 Mitgliedsstaaten der EU

- Berlin/Deutschland: Mittags kommt es in den Bezirken Friedrichshain und Lichtenberg zu Auseinandersetzungen zwischen der Polizei und links orientierten Demonstranten, die gegen eine Demonstration der rechtsextremen Partei NPD protestieren. In den genannten Bezirken nimmt die Polizei 348 Beteiligte an den Ausschreitungen fest.[1]
- Dublin/Irland: Die Europäische Union wird in einem feierlichen Akt um zehn Mitgliedstaaten erweitert. In die Staatengemeinschaft aufgenommen werden Estland, Lettland, Litauen, Malta, Polen, die Slowakei, Slowenien, die Tschechische Republik, Ungarn und die Republik Zypern.[2]
- Janbu/Saudi-Arabien: Bei einem terroristischen Selbstmordattentat in der saudischen Hafenstadt Janbu am Roten Meer werden mehrere Einheimische und mindestens sechs Ausländer getötet. Unter diesen sind drei Amerikaner, zwei Briten und ein Australier.
- Rom/Italien: Drei Menschen sterben bei einem Feuer im Nobelhotel „Parco dei Principi“. Der deutsche Tennis-Profi Tommy Haas und weitere Spieler entkommen den Flammen.
- Wien/Österreich: Die Vergewaltigung in der Ehe und in einer Lebensgemeinschaft ist ab heute in Österreich auch dann Gegenstand des Strafrechts, wenn das Opfer die Tat nicht explizit anzeigt.[3]

### Sonntag, 2. Mai 2004

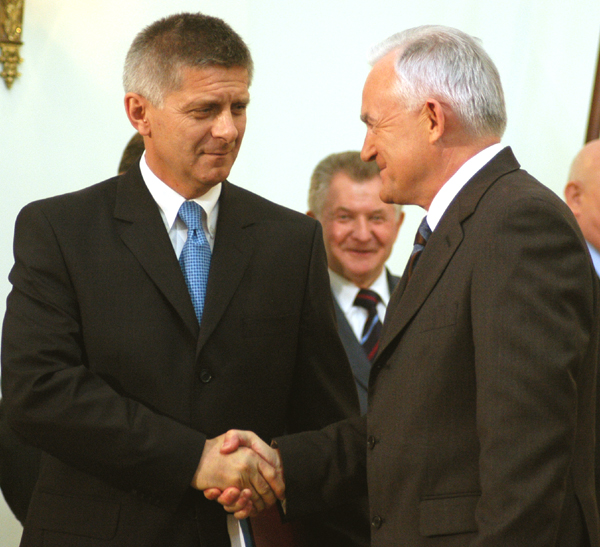
Marek Belka, Leszek Miller

- Panama-Stadt/Panama: Martín Torrijos von der Revolutionären Demokratischen Partei gewinnt die Präsidentschaftswahlen in Panama.
- Thun/Schweiz: Mit einem 2:0-Auswärtssieg beim FC Thun sichert sich der FC Basel vier Runden vor Schluss seinen zehnten Titel als Schweizer Fussball-Meister und krönt damit eine ausschließlich vom neuen Champion dominierte Meisterschaft.
- Warschau/Polen: Einen Tag nach dem EU-Beitritt seines Landes tritt Ministerpräsident Leszek Miller vom Bund der Demokratischen Linken (SLD) von seinem Amt zurück. Der zuvor mit der eigenen Partei vereinbarte Rücktritt ist die Konsequenz aus mangelndem Rückhalt für Miller sowohl in der Bevölkerung als auch in der SLD. Ihm wird vorgeworfen, in eine Reihe von Korruptionsskandalen verwickelt zu sein und an der hohen Arbeitslosenquote von 20 % Schuld zu tragen. Sein Nachfolger wird der parteilose frühere Finanzminister Marek Belka.[4]

### Montag, 3. Mai 2004
- Bursa/Türkei: Mit der Festnahme von mindestens 16 mutmaßlichen Mitgliedern der Terrororganisation Ansar al-Islam vereitelt die türkische Polizei vermutlich einen Anschlag auf den NATO-Gipfel, der am 28. Juni und 29. Juni stattfinden soll. Zu dem Treffen werden zahlreiche Staats- und Regierungschefs erwartet. Die Gruppe steht offenbar in Verbindung mit der Organisation Al-Qaida von Osama bin Laden. Die Verhaftungen sind Teil von Razzien, bei denen auch Sprengstoff, Waffen, Computer, falsche Reisepässe sowie CDs sichergestellt werden. Dabei werden laut Medienangaben auch Privatwohnungen und Geschäftsräume in Istanbul durchsucht.
- Jerusalem/Israel: Ariel Scharon stellt in seiner Partei Likud den Abzug der Streitkräfte Israels aus dem Gazastreifen und aus Teilen des Westjordanlands zur Abstimmung. Bei einer Wahlbeteiligung von 45 % lehnen 60 % der Stimmberechtigten einen Abzug der Truppen ab.
- Sheffield/Vereinigtes Königreich: Ronnie O’Sullivan gewinnt gegen Graeme Dott souverän das Finale der Snookerweltmeisterschaft und holt damit seinen zweiten WM-Titel nach 2001.
- Weltweit: Ein Computerwurm mit dem Namen Sasser befällt Rechner mit Windows-Betriebssystemen, die nicht mit einem neuen Patch von Microsoft oder einer Personal Firewall ausgestattet sind. Die Rechner starten den Download der Schadsoftware, von der innerhalb weniger Stunden mehrere Varianten auftauchen, unmittelbar nach Aufbau einer Verbindung ins Internet.

### Dienstag, 4. Mai 2004
- Mitteleuropa: Von Mitteleuropa aus kann ab etwa 20.45 Uhr beobachtet werden, wie der Kernschatten der Erde auf die Oberfläche des Monds fällt. Ab etwa 22.00 Uhr liegt der Mond für circa 75 Minuten komplett im Kernschatten und erhält nur noch Sonnenlicht, das zuvor die Erdatmosphäre passierte. Deshalb erscheint die sichtbare Mondscheibe in einem rötlichen Ton.
- Paris/Frankreich: Die Fluggesellschaften Air France und KLM aus den Niederlanden fusionieren zur größten Fluggesellschaft der Welt. Das neue Unternehmen erhält den Namen Air France-KLM und hat seinen Sitz in Paris.
- Prag/Tschechische Republik: Bei der Eishockey-Weltmeisterschaft der Herren besiegt die Mannschaft der Schweiz das deutsche Team mit 1:0. Die Schweiz erreicht die Play-Offs, Deutschland scheidet aus dem Turnier aus.
- Washington, D.C./Vereinigte Staaten: Der Internationale Währungsfonds gibt bekannt, dass der ehemalige spanische Wirtschaftsminister Rodrigo Rato die Nachfolge von Horst Köhler im Amt der geschäftsführenden Direktion übernimmt.

### Mittwoch, 5. Mai 2004
- Athen/Griechenland: Vor einer Polizeistation im Süden der Stadt explodieren am Morgen zwei Sprengsätze im Abstand von fünf Minuten, eine dritte Explosion folgt 30 Minuten später. Eine griechische Anti-Terror-Einheit entschärft in der Nacht eine vierte Bombe. Ob ein Zusammenhang zu den in genau 100 Tagen beginnenden Olympischen Sommerspielen in Athen besteht, ist noch unklar.
- Batumi/Georgien: Den zweiten Tag in Folge halten Massenproteste, ohne Unterbrechungen, in der georgischen Provinz Adscharien an. Tausende fordern den Rücktritt des diktatorisch regierenden Präsidenten der Provinz Aslan Abaschidse und demokratische Reformen.
- Klagenfurt/Österreich: In Briefen an einige Kärntner offeriert das Nauru College den Verkauf von Doktortiteln und anderen akademischen Graden gegen eine vierstellige Spende. Der Kauf ist erlaubt, die Nutzung aber verboten. Das in Finanznöten steckende Nauru College dementiert, der Absender dieser Briefe gewesen zu sein.
- New York/Vereinigte Staaten: Auf einer Auktion von Sotheby’s wird das 1905 von Pablo Picasso erschaffene Gemälde Junge mit Pfeife für das Gebot von 104,2 Millionen US-Dollar an einen unbekannten, via Telefon zugeschalteten Bieter verkauft und ist nun das teuerste Gemälde der Welt.[5]
- Washington, D.C./Vereinigte Staaten: US-Präsident George W. Bush entschuldigt sich in einem arabischen Fernsehsender für die Misshandlungen irakischer Gefangener durch Angehörige der Streitkräfte der Vereinigten Staaten. Zuvor sprach schon seine Sicherheitsberaterin Condoleezza Rice ihr tiefstes Bedauern über die Vorfälle aus. Bisher starben in US-geführten Gefängnissen 25 irakische Gefangene. Täglich werden neue Vorfälle bekannt, die den öffentlichen Druck auf die Regierung Bush steigen lassen. Verteidigungsminister Donald Rumsfeld soll seit Monaten von den Misshandlungen wissen, was Rumsfeld bestreitet.

### Donnerstag, 6. Mai 2004
- Lima/Peru: In Peru treten mehr als 200 inhaftierte Guerilleros des Leuchtenden Pfades, unter ihnen ihr Anführer Abimael Guzmán, aus Protest gegen ihre Haftbedingungen in den Hungerstreik.
- Melitopol, Nowo-Bogdanowka/Ukraine: Mehrere Personen werden bei Waffendepotexplosionen in der Stadt Melitopol verletzt. 10.000 Menschen in benachbarten Städten werden evakuiert, auch in der 600 km entfernten Hauptstadt Kiew wird der Notstand ausgerufen und die Gasversorgung der Stadt wird eingestellt. Am Unglücksort kann die Feuerwehr wegen der Explosionen nicht direkt eingreifen. In Nowo-Bogdanowka in der Oblast Saporischschja brennt ein Arsenal mit Artilleriegeschossen und Panzerabwehrraketen auf einer Basis der Ukrainischen Armee. Der Brand führt zu einer Kettenexplosion und mehrere Gebäude der Basis sowie ein Teil der Stadt werden zerstört.
- Nadschaf/Irak: Aufständische besetzen eine Polizeistation. Nach eigenen Angaben töten die Streitkräfte der Vereinigten Staaten an diesem Tag 41 Iraker in der Stadt.
- Warschau/Polen: Mit Berufung auf Regierungskreise vermelden polnische Medien die Absicht des neuen Ministerpräsidenten Marek Belka, sämtliche der circa 2.500 polnischen Soldaten aus dem Irak abzuziehen.

### Freitag, 7. Mai 2004
- Ankara/Türkei: In der Türkei werden diverse Änderungen der Verfassung beschlossen, um Forderungen der Europäischen Union (EU) nachzukommen. Sämtliche politischen Führungen des Landes verfolgten in den letzten Jahrzehnten das Ziel eines Beitritts, aber mit Verweis auf fehlende demokratische Strukturen und auf fehlende Gewährleistung der Menschenrechte verhandelte die EU nie konkret mit der Türkei über deren Beitritt.
- Berlin/Deutschland: Der Bundestag beschließt die Einführung einer Ausbildungsabgabe. Betriebe mit mindestens zehn Beschäftigten, deren Ausbildungsquote unter 7 % liegt, müssen einen finanziellen Ausgleich zahlen. Das Gesetz ist im Bundesrat nicht zustimmungspflichtig, kann aber dort an einer Zwei-Drittel-Mehrheit scheitern, wenn auch einige der SPD-regierten Länder gegen die Abgabe stimmen.
- Kathmandu/Nepal: Premierminister Surya Bahadur Thapa tritt nach Protesten der Opposition zurück. Sein Nachfolger wird Sher Bahadur Deuba.
- Moskau/Russland: Der Präsident Russlands Wladimir Putin von der Partei Einiges Russland wird auf seine zweite Amtszeit vereidigt.[6]
- Rotenburg/Deutschland: Der mutmaßliche Programmierer des Computerwurms Sasser wird im niedersächsischen Rotenburg (Wümme) festgenommen. Es handelt sich um einen 18-jährigen Schüler.
- Saporischschja/Ukraine: Nach dem Brand und den Explosionen in einem Waffendepot entschuldigt sich der ukrainische Verteidigungsminister Jewhen Martschuk bei den Menschen der Region und beklagt, dass die Munitionsdepots der Armee bis zu 30 % mehr Waffen enthielten als zulässig, darunter viele Altbestände der Roten Armee der Sowjetunion.
- Washington, D.C./Vereinigte Staaten: In einer Befragung durch den Streitkräfteausschuss des Senats übernimmt Verteidigungsminister Donald Rumsfeld die politische Verantwortung für die Misshandlungen irakischer Gefangener im Bagdader Gefängnis Abu-Ghraib durch Soldaten der Streitkräfte der Vereinigten Staaten und entschuldigt sich offiziell für den Vorfall. Er räumt ein, dass es weit mehr Vorfälle dieser Art gebe, als bislang bekannt seien. Senatoren der Demokratischen Partei fordern Rumsfeld zum Rücktritt auf. Die Nichtregierungsorganisation Amnesty International nennt die Bezeichnung „Misshandlung“ eine Verharmlosung und spricht von Folter.

### Samstag, 8. Mai 2004
- München/Deutschland: Kurz vor dem S-Bahnhof Leuchtenbergring stößt ein Zug der S-Bahn-Linie 6 mit einer entgegenkommenden Gleisbaumaschine zusammen. 42 Passagiere ziehen sich Verletzungen zu, zehn von ihnen werden schwerwiegend verletzt.
- München/Deutschland: Das Spitzenspiel der Fußball-Bundesliga endet im Heimstadion des FC Bayern München 1:3 für den SV Werder Bremen. Somit stehen die Bremer vorzeitig als neuer Deutscher Fußballmeister fest.

### Sonntag, 9. Mai 2004
- Barcelona/Spanien: In seinem 200. Grand Prix ist Michael Schumacher zum 75. Mal auf Platz eins gerast. Mit seinem Jubiläumssieg beim Großen Preis von Spanien stellte der weltbeste Formel-1-Pilot den Startrekord Nigel Mansells ein: fünf Rennen, fünf Erfolge.
- Berlin/Deutschland: Laut aus dem Bundeswirtschaftsausschuss durchgesickerten Berechnungen der Bundesagentur für Arbeit soll das ab Januar 2005 geplante ALG II allein für die Auszahlung 24.000 neue Behördenmitarbeiter nötig machen.
- Grosny/Russland: Bei einem Bombenanschlag in einem Stadion in der tschetschenischen Hauptstadt Grosny wurden am Vormittag 6 Personen getötet und 57 weitere verletzt. Unter den Toten ist auch der Präsident der Kaukasusrepublik Achmad Kadyrow. Der Sprengsatz explodierte vor der Haupttribüne des Stadions während einer Feier zum Jahrestag des Sieges der Sowjetunion über die Nationalsozialisten im Jahre 1945.
- Prag/Tschechische Republik: Kanada wird Eishockey-Weltmeister durch einen 5:3-Sieg im Finale gegen Schweden.[7]

### Montag, 10. Mai 2004
- Die Türkei befürchtet aufgrund der Misshandlung irakischer Gefangener durch US-Soldaten eine weitere Destabilisierung des Iraks.
- Der britische Premierminister Tony Blair entschuldigt sich im französischen Fernsehen für die Misshandlungen von Irakern durch britische Soldaten. Der Verteidigungsminister Geoff Hoon nimmt im britischen Unterhaus dazu Stellung.
- Philippinen. Auf den Philippinen werden Parlaments- und Präsidentschaftswahlen abgehalten. Gewinnerin ist Gloria Macapagal-Arroyo.

### Dienstag, 11. Mai 2004
- Bagdad/Irak. Im Internet wurde ein Video veröffentlicht, auf dem der US-Amerikaner Nicholas Berg von vermummten Islamisten vor laufender Kamera geköpft wird. Laut der Täter handelt es sich dabei um Vergeltung für die Folterungen irakischer Häftlinge durch die US-Truppen.
- Die Allianz des DaimlerChrysler-Konzerns mit dem Automobilhersteller Hyundai ist endgültig geplatzt.

### Mittwoch, 12. Mai 2004
- Glasgow/Schottland. Bei einer Explosion in einer Kunststofffabrik in der schottischen Großstadt Glasgow wurden mindestens acht Personen getötet. Es werden noch etliche Personen vermisst.
- Verleihung der Webby Awards 2004; auch die Wikipedia ist unter den Gewinnern.
- In Istanbul/Türkei findet die Qualifikationsrunde zum Eurovision Song Contest 2004 statt. Der Schweizer Beitrag Celebrate, vorgetragen von Piero Esteriore & The MusicStars, belegt mit null Punkten den letzten Platz. Malta hingegen schaffte mit einem von Ralph Siegel produzierten Song die Qualifikation zum Finale.

### Donnerstag, 13. Mai 2004
- Indien. Sonia Gandhi gewinnt die Parlamentswahlen gegen den amtierenden Ministerpräsidenten Vajpayee.

### Freitag, 14. Mai 2004
- Kopenhagen/Dänemark. Bei der Königlichen Hochzeit in Dänemark geben sich Kronprinz Frederik und die ehemalige australisch-britische Staatsbürgerin Mary Donaldson um 16 Uhr das Ja-Wort. Das kleine Land steht kopf. Die Dänin Mary gibt ihren Nachnamen auf und wird die erste gebürtige Australierin in der Geschichte sein, die den Titel Kronprinzessin, und später Königin, tragen wird.
- Köln/Deutschland. Wegen eines Kabelbrandes im zweiten Untergeschoss der Kölner Hauptbahnhofes musste am Nachmittag der Bahnhof für über eine Stunde evakuiert werden.
- Warschau/Polen. Der polnische Ministerpräsident Marek Belka tritt nach nur 13 Tagen von seinem Amt zurück. Dem Rücktritt vorausgegangen war eine Niederlage bei einer Vertrauensabstimmung im Sejm. Da Staatspräsident Aleksander Kwaśniewski den Rücktritt Belkas ablehnt, amtiert dieser weiter (bis Oktober).
- Russland. Gegen den ehemaligen Chef des Ölkonzerns Jukos, Michail Chodorkowski, wird Anklage erhoben.
- Ukraine. Der ehemalige Frankfurter Oberbürgermeister Rudi Arndt stirbt auf einer Schiffsreise bei Kiew.

### Samstag, 15. Mai 2004
- Moskau/Russland: Ein rollender Tupolew-Jet hat auf dem Moskauer Flughafen einen Zubringerbus mit dem Flügel gestreift. Daraufhin spritzte Kerosin aus der Maschine und traf mehrere Passagiere. Neun Menschen wurden bei dem Unfall leicht verletzt. Das Flugzeug vom Typ Tu-154 war auf dem Rollfeld des Inlandsflughafens Scheremetjewo-1 vor dem Start nach Sankt Petersburg mit dem Bus kollidiert. Nach ersten Erkenntnissen hatte der Busfahrer gegen die Verkehrsregeln verstoßen.
- Tschaschinsk/Russland: Ein Waldbrand hat ein Bergdorf im Ural zerstört. 400 Häuser brannte das Feuer nieder. Insgesamt kamen sieben Menschen ums Leben, mehr als 600 konnten sich rechtzeitig in Sicherheit bringen. Das Feuer ist am Freitag in der Nähe des Dorfes Tschaschinsk in der Oblast Kurgan ausgebrochen. Es griff rasch um sich und zerstörte das Dorf rund 1700 Kilometer östlich von Moskau. Um den Waldbrand zu bekämpfen, setzt die Feuerwehr Löschflugzeuge und Hubschrauber ein.
- Zürich/Schweiz: Der Fußball-Weltverband FIFA beschließt, dass die Fußball-WM 2010 in Südafrika stattfinden wird. Südafrika setzte sich gegen die Bewerber Marokko, Libyen und Ägypten durch, wobei den letzten beiden nur Außenseiterchancen eingeräumt wurden.

### Sonntag, 16. Mai 2004
- Istanbul/Türkei: Die Ukraine gewinnt den Eurovision Song Contest 2004. Sängerin Ruslana behauptet sich mit ihrem Song „Wild Dance“ mit 280 Punkten vor Serbien und Montenegro (263) und Griechenland (252). Somit findet der 50. ESC im Jahr 2005 in der Ukraine statt. Der deutsche Beitrag Can't Wait Until Tonight von Max landet mit 93 Punkten auf Platz 8, der österreichische Beitrag Du bist von Tie Break mit neun Punkten auf Platz 21.
- Wien/Österreich: Gewinner des 21. Vienna City Marathons ist der Kenianer Samson Kandie mit einer Streckenrekordzeit von 2:08:35 Stunden. Beste Frau (2:29:22 Stunden) war Rosaria Console aus Italien.
- Dominikanische Republik: Sieger der Präsidentschaftswahlen wird der Oppositionsführer Leonel Fernández, der schon von 1996 bis 2000 Präsident war.

### Montag, 17. Mai 2004
- Bagdad/Irak: Der Präsident des provisorischen irakischen Regierungsrates, Essedin Salim, ist zusammen mit mindestens neun weiteren Personen, darunter sein Stellvertreter, einem Selbstmordanschlag in der Nähe des US-amerikanischen Militärhauptquartiers im Irak zum Opfer gefallen.
- San Pedro Sula/Honduras: In der überbelegten Haftanstalt der Stadt löst ein Kurzschluss in der Klimaanlage eine Feuerkatastrophe aus. Die Insassen werden von den Flammen im Schlaf überrascht. Die Feuerwehr kann das Feuer relativ schnell unter Kontrolle bringen. Es sterben 103 Menschen, 56 bleiben unverletzt, 24 weitere werden gerettet.[8]
- Das Stockholmer Übereinkommen tritt in Kraft.

### Dienstag, 18. Mai 2004
- Nevada/Vereinigte Staaten. Das erste Mal in der Geschichte der Menschheit hat eine private Rakete den Weltraum erreicht. Mit dem ersten privaten Astronauten wird in den kommenden Wochen gerechnet.
- Mannheim/Deutschland. Auf einer Wahlkampfveranstaltung für die Europawahl wurde Bundeskanzler Gerhard Schröder von einem 52-jährigen Arbeitslosen geohrfeigt.
- Brüssel/Belgien. Der Wettbewerbsrat der Europäischen Kommission hat heute Nachmittag nach heftigen Diskussionen für die Einführung von Softwarepatenten gestimmt. Das Europaparlament muss aber im Herbst noch dem Gesetzentwurf zustimmen.
- Malé/Malediven. Beim Absturz eines Wasserflugzeugs mit 14 Urlaubern an Bord sind auf den Malediven 4 Menschen verletzt worden.
- Ürümqi/Volksrepublik China. Beim Absturz eines aserbaidschanischen Frachtflugzeugs in der Autonomen Region Xinjiang in Nordwestchina sind alle sieben Besatzungsmitglieder ums Leben gekommen. Kurz nach dem Start der Maschine vom Typ Iljuschin Il-76 stürzte sie auf einen benachbarten Acker. Am Boden kamen keine Menschen zu Schaden. Die Maschine war auf dem Weg in die aserbaidschanische Hauptstadt Baku.
- Lausanne/Schweiz. Das IOC-Komitee hat entschieden, dass New York, Paris, Moskau, Madrid und London die offiziellen 'Candidate Cities’ für die Olympischen Sommerspiele 2012 werden. Damit sind die Städte Leipzig, Rio de Janeiro, Istanbul und Havanna aus der Liste der Bewerberstädte ausgeschieden.
- Basel/Schweiz. Bis zum 23. Mai findet das 5. Europäisches Jugendchorfestival statt, es wird mit zwei Großkonzerten in Liestal und Basel eröffnet.

### Mittwoch, 19. Mai 2004
- Bagdad/Irak: Etwa 45 Menschen, darunter 15 Kinder, sind laut Augenzeugenberichten, die vom Bagdader Polizeichef und einem Krankenhaus bestätigt wurden, bei einem US-amerikanischen Militärangriff mit Kampfhubschraubern auf eine Hochzeitsgesellschaft in Maqarr adh-Dhib im Westirak ums Leben gekommen.
- Göteborg/Schweden: Der FC Valencia gewinnt nach einem 2:0-Erfolg gegen Olympique Marseille den UEFA-Cup.[9]
- Washington, D.C./Vereinigte Staaten: Alan Greenspan, der seit 1987 amtierende Chef des Federal Reserve System, das in den USA die Aufgaben einer Zentralbank übernimmt, soll nach dem Willen der Regierung Bush weitere vier Jahre im Amt bleiben.
- New York/Vereinigte Staaten: Der UN-Sicherheitsrat konnte keine gemeinsame Position zum Vorgehen der israelischen Armee in Gaza finden. Unter dem Namen „Operation Regenbogen“ führt derweil die israelische Armee eine ihrer größten militärischen Operationen der letzten Jahre weiter, die u. a. die Zerstörung zahlreicher palästinensischer Häuser im Flüchtlingslager Rafah zum Ziel hat.
- Stuttgart/Deutschland: Der Landtag Baden-Württembergs hat „wegen der großen Bedeutung, die dem verfassungsrechtlich gebotenen Schutz von Sonn- und Feiertagen zukommt“, eine Petition gegen das Tanzverbot gestoppt. Kritiker sehen in der Entscheidung eine einseitige Bevorzugung des Christentums.
- Brüssel/Belgien: Die EU-Kommission hat den Genmais der Schweizer Firma Syngenta zugelassen. Dies ist die erste Zulassung von gentechnisch veränderten Lebensmitteln seit mehr als fünf Jahren.
- Brüssel/Belgien: EU und Schweiz haben die Verhandlungen zu den Bilateralen II beendet. Als Ergebnis tritt die Schweiz bis 2007 dem Schengener Abkommen bei. Außerdem wurden Vereinbarungen bei der grenzüberschreitenden Zinsbesteuerung getroffen.
- Brüssel/Belgien: Die EU-Kommission hat Deutschland die Kohleförderung in Höhe von 3 Milliarden Euro für das Jahr 2004 genehmigt.
- Indien: Die Führerin der Kongresspartei, Sonia Gandhi, verzichtet nach Protesten aus der Bevölkerung, für das Amt des Ministerpräsidenten zu kandidieren. Stattdessen schlägt sie den ehemaligen Finanzminister Manmohan Singh vor.

### Donnerstag, 20. Mai 2004
- Aachen/Deutschland: EU-Parlamentspräsident Pat Cox, ist mit dem Internationalen Karlspreis ausgezeichnet worden. Begründet wurde dies mit seinen Verdiensten um die Erweiterung der Europäischen Union; er sei „Europäer aus Leidenschaft“.[10]
- Gunter/Vereinigte Staaten: Bei der Kollision zweier Güterzüge sind im US-Bundesstaat Texas ein Mann getötet und mehrere Menschen verletzt worden. Die beiden Güterzüge prallten frontal nahe der nordtexanischen Ortschaft Gunter aufeinander und falteten sich wie Ziehharmonikas. Dabei wurde ein Lokführer getötet, vier weitere Menschen verletzt. Etwa 20 Waggons entgleisten, eine der Lokomotiven ging in Flammen auf. Wie es zu dem Unglück kommen konnte, ist noch nicht bekannt. Die Züge, einer davon mit Steinen beladen, waren auf einer eingleisigen Strecke unterwegs. Beide gehören der Bahngesellschaft Burlington Northern Santa Fe Railway.
- Lilongwe/Malawi: Bei den Präsidentschaftswahlen im afrikanischen Malawi setzt sich Bingu wa Mutharika durch, der Nachfolger von Bakili Muluzi wird.
- Maria Enzersdorf/Österreich: Der Grazer AK ist offiziell Österreichischer Fußballmeister 2004.
- New York/Vereinigte Staaten: 14 der 15 derzeitigen Mitglieder des UN-Sicherheitsrates haben einer UN-Resolution zugestimmt, die das Vorgehen der israelischen Armee im Gazastreifen gegen Zivilisten verurteilt. Durch die Stimmenthaltung der USA konnte die Resolution verabschiedet werden. In den letzten Jahren hatten die USA bei Resolutionsentwürfen gegen Israel generell ein Veto eingelegt. Die israelische Armee setzt unterdessen ihre Angriffe unvermindert fort.
- Paris/Frankreich: Anlässlich des 100. Geburtstags der FIFA, der am Freitag, dem 21. Mai stattfindet, wurden heute Franz Beckenbauer und Günter Netzer mit dem Verdienstorden der Organisation ausgezeichnet.
- Paris/Frankreich: Aus einer Museumswerkstatt ist offenbar ein Gemälde von Pablo Picasso gestohlen worden. Das Gemälde „Nature Morte a la Charlotte“ wird auf einen Wert von 2,5 Millionen Euro beziffert. Das Stillleben sei zuletzt am 12. Januar gesehen worden, teilte die Polizei am Mittwoch mit. Erst am Freitag wurde das Verschwinden des Ölbildes bemerkt. Das 54 mal 65 Zentimeter große Gemälde aus dem Jahr 1924 gehört einem Museum in Nancy.

### Freitag, 21. Mai 2004
- Rafah/Palästinensische Autonomiegebiete. Die israelische Armee beginnt mit dem Abzug aus zwei Vierteln des Flüchtlingslagers Rafah. Israels Vize-Regierungschef Olmert hatte den USA vorher zugesagt, keine weiteren Häuser im Gaza-Streifen zu zerstören, nachdem die USA am 20. Mai im UN-Sicherheitsrat auf ein Veto gegen eine Resolution verzichtet hatten, die ebendiese Praktik verurteilte.
- Moskau/Russland. Die Europäische Union und Russland einigten sich über die Bedingungen für einen Beitritt Russlands zur Welthandelsorganisation WTO. Russland will im Gegenzug das Klimaschutzabkommen von Kyoto schneller ratifizieren. Durch diese Einigung wird auch neuer Schwung in den Verhandlungen mit den USA und Japan über deren Zustimmung zu einem Beitritt erwartet. Russland wäre die letzte große Volkswirtschaft, die in die WTO aufgenommen wird.
- Washington, D.C./Vereinigte Staaten. Das US-Repräsentantenhaus stimmte einer Erhöhung des Verteidigungsbudgets mit großer Mehrheit zu. Die Verteidigungsausgaben im Jahr 2005 werden damit um 5,2 Prozent höher sein als im Jahr 2004. Der US-Senat muss dem neuen Wehr-Etat noch zustimmen.
- Khartum/Sudan. Die sudanesische Regierung beabsichtigt, Hilfslieferungen in die Krisenregion zu erleichtern. Außenminister Mustafa Ismail sagte zu, dass ab dem 24. Mai keine Sondererlaubnis, sondern nur noch ein Visum zur Einreise nötig sei.

### Samstag, 22. Mai 2004
- Cannes/Frankreich Der politische Dokumentarfilm „Fahrenheit 9/11“ von Michael Moore ist bei den Filmfestspielen von Cannes mit der Goldenen Palme ausgezeichnet worden. Der Film richtet sich gegen die Politik von US-Präsident George W. Bush, insbesondere gegen den Irakkrieg.
- In Deutschland ging heute die Saison 2003/04 der 1. Fußball-Bundesliga zu Ende. Deutscher Meister wurde Werder Bremen. Abgestiegen sind der 1. FC Köln, Eintracht Frankfurt und 1860 München.
- Basel/Schweiz: Der FC Basel ist offiziell Schweizer Fussballmeister 2004.
- Neu-Delhi/Indien. Manmohan Singh wurde heute rund zehn Tage nach dem Wahlsieg der Kongresspartei zum Premierminister der weltweit größten Demokratie Indien vereidigt. Parteichefin Sonia Gandhi hatte auf das Amt des Premiers zuvor verzichtet.
- Bagdad/Irak. Ein Anschlag mit einer Autobombe ereignete sich heute morgen vor dem Haus des irakischen Interims-Vize-Innenministers Abdul Dschabar Jusef. Sechs Menschen kamen bei der Explosion ums Leben. Der Minister, mehrere Familienangehörige und einige Mitarbeiter wurden verletzt. Die Organisation des Vertrauten Osama bin Ladens, Zarqawi, bekannte sich zu der Tat.
- Tunis/Tunesien. In der nordafrikanischen Stadt treffen heute und morgen die Staats- und Regierungschefs der Arabischen Liga zusammen. Es soll vor allem über die Lage im Irak, die Situation der Palästinenser und über Reformen in den Mitgliedsländern beraten werden. Aus Protest gegen die schwache Position der Liga im Nahostkonflikt verließ der libysche Revolutionsführer Muammar al-Gaddafi den Gipfel.
- Rafah/Palästinensische Autonomiegebiete. Israelische Soldaten töteten heute in einem palästinensischen Flüchtlingslager ein 3-jähriges Mädchen durch zwei Schüsse in den Kopf. Die israelische Armee soll mit Panzern rund um das Viertel Tal el Sultan Stellung bezogen haben. Gestern hatte sie sich aus Teilen des Flüchtlingslagers zurückgezogen.
- Madrid/Spanien. Der spanische Kronprinz Felipe de Borbón y Grecia und die ehemals bürgerliche Journalistin Letizia Ortiz Rocasolano heiraten in der Almudena-Kathedrale.
- Ein Erdbeben der Stärke 3,7 auf der Richter-Skala wird am Morgen kurz nach sieben Uhr im südlichen Rheinland registriert.

### Sonntag, 23. Mai 2004

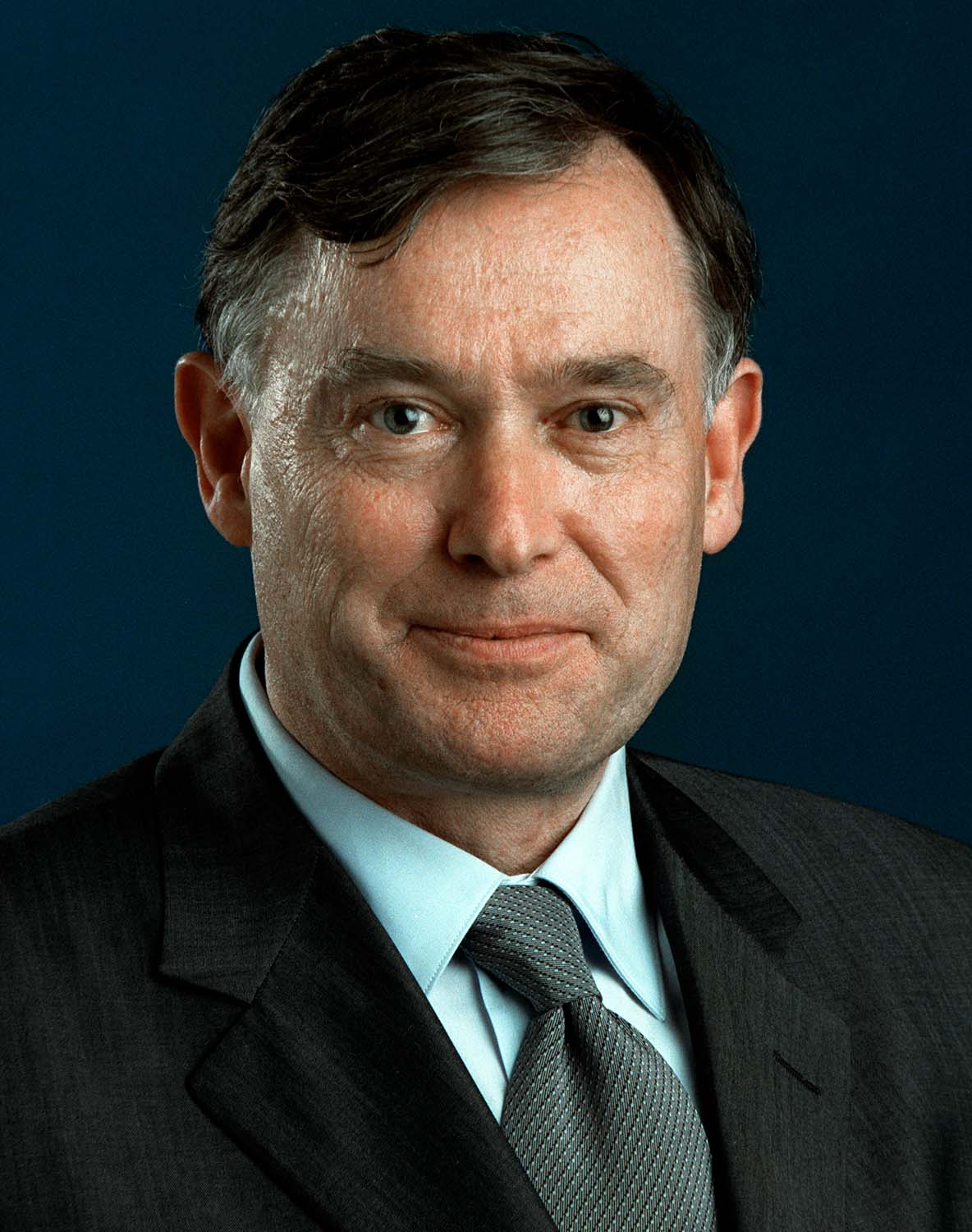
Horst Köhler

- Berlin/Deutschland. Die Bundesversammlung wählte Horst Köhler zum neuen Bundespräsidenten Deutschlands mit einer absoluten Mehrheit von 604 Stimmen. Die Gegenkandidatin Gesine Schwan erhielt 589 Stimmen, es gab 9 Enthaltungen und zwei ungültige Stimmen. Am 1. Juli wird Köhler sein neues Amt antreten.
- Wals-Siezenheim/Österreich. Im Stadion Wals-Siezenheim gewinnt der Grazer AK gegen Austria Wien das ÖFB-Cupendspiel mit 8:7 nach Elfmeterschießen.
- In Deutschland geht die 2. Fußball-Bundesliga zu Ende. Meister wird der 1. FC Nürnberg, weitere Aufsteiger sind Arminia Bielefeld und der FSV Mainz 05, welcher damit erstmals in der 1. Fußball-Bundesliga spielen wird.
- Monte Carlo/Monaco. Nach diversen Unfällen von David Coulthard, Giancarlo Fisichella, Fernando Alonso und Michael Schumacher gewinnt Jarno Trulli den Großen Preis von Monaco. Zweiter wurde Jenson Button vor Rubens Barrichello. Insgesamt kamen nur 9 der 20 gestarteten Formel-1-Autos ins Ziel.
- Kufa/Irak. Bei Kämpfen zwischen Soldaten der US-Armee und Anhängern des radikalen Schiiten-Führers Muqtada as-Sadr sollen heute mindestens 20 Menschen getötet worden sein.
- Paris/Frankreich. Auf dem Pariser Flughafen Roissy-Charles De Gaulle kam es zum Einsturz eines Teils der Abflughalle. Dabei starben mindestens vier Menschen.
- Oldenburg/Deutschland. Der politische Autor und Sprachwissenschaftler Noam Chomsky erhält den Carl-von-Ossietzky-Preis der Universität Oldenburg
- Mariazell/Österreich. Zur Abschlussversammlung des Mitteleuropäischen Katholikentags versammeln sich 80.000 Pilger in der Kleinstadt.

### Montag, 24. Mai 2004
- Linus Torvalds will die Dokumentation eingereichter Kernel-Patches für Linux verbessern, um die Herkunft künftiger Modifikationen lückenlos nachweisen zu können.
- Berlin/Deutschland: Innenminister Otto Schily bereitet ein Abkommen mit Afghanistan über die Rückkehr von 16.000 der in der BRD lebenden ca. 80.000 Afghanen vor. Man bevorzuge weiterhin den Weg der freiwilligen Rückkehr, werde gegebenenfalls aber auch zwangsweise Abschiebungen unterstützen.
- Bremen, Hannover, Köln/Deutschland: Seit 11.00 Uhr sind in den Metropolregionen der genannten Städte keine analogen, terrestrisch übertragenen Fernsehsender mehr empfangbar. Es werden nur noch digitale DVB-T-Signale ausgestrahlt.
- Frankfurt am Main/Deutschland: Die Rockformation Böhse Onkelz löst sich 24 Jahre nach der Gründung auf. Das letzte Studio-Album der Gruppe trägt den Titel „Adios“.

### Dienstag, 25. Mai 2004
- Berlin/Deutschland: Die Regierungskoalition und die Opposition einigen sich über den Inhalt des Zuwanderungsgesetzes.
- Berlin/Deutschland: Der preisgekrönte Entwurf des Schweizer Architekten Peter Zumthor für das Dokumentationszentrum „Topographie des Terrors“ wird verworfen und die Anlage neu geplant.
- Hispaniola/Dominikanische Republik, Haiti: Über 1.000 Menschen kommen bei Überschwemmungen ums Leben. (NASA)
- Wien/Österreich. Anlässlich der EU-Erweiterung am 1. Mai geben die Wiener Philharmoniker ein „Konzert für Europa“ unter Dirigent Bobby McFerrin im Schlosspark von Schönbrunn vor 90.000 Besuchern.

### Mittwoch, 26. Mai 2004
- Gelsenkirchen/Deutschland. Der FC Porto gewinnt nach einem 3:0-Erfolg über den AS Monaco die Fußball-UEFA Champions League und ist damit nach 1987 zum zweiten Mal Europas beste Clubmannschaft.[11]

### Donnerstag, 27. Mai 2004
- Berlin/Deutschland. Ab dem Beginn des Jahres 2005 werden nach der Einigung von Regierung und Opposition bei neu abgeschlossenen Kapitallebensversicherungen die Erträge künftig dann nur zur Hälfte besteuert werden, wenn die Laufzeit des Vertrages mindestens zwölf Jahre beträgt und die Auszahlung erst nach dem Ende des sechzigsten Lebensjahres erfolgt. Sonst unterliegen die Erträge der Steuer im vollen Umfang.

### Freitag, 28. Mai 2004
- Türkei. Die kurdische PKK beendet den seit 5 Jahren andauernden Waffenstillstand. Nach Angaben des Kommandorats der Hêzên Parastina Gel wird die Waffenruhe am 1. Juni gebrochen werden.
- Beirut/Libanon. Nach dem Aufruf der Gewerkschaften und religiösen Führern zum Generalstreik kam es in Beirut, der Hauptstadt des Libanons, zu Krawallen.
- Bagdad/Irak. Ijad Allawi wird Ministerpräsident der künftigen irakischen Übergangsregierung. Allawi ist Anführer der Irakischen Nationalen Eintracht(INA). Von 1961 bis 1971 gehörte er der Baath-Partei an und emigrierte anschließend über Beirut nach London.
- Iran. Bei einem schweren Erdbeben im Norden Irans sind mehr als 20 Menschen ums Leben gekommen.

### Samstag, 29. Mai 2004
- Berlin/Deutschland. Werder Bremen gewinnt im Berliner Olympiastadion durch ein 3:2 gegen Alemannia Aachen den DFB-Pokal. Im Finale der Frauen gewann der 1. FFC Turbine Potsdam mit 3:0 gegen den 1. FFC Frankfurt.
- Vereinigte Staaten. Der Dokumentarfilmer und Autor Michael Moore besitzt nach eigenen Angaben ein auf Video aufgenommenes Interview mit dem von mutmaßlichen Al-Qaida-Terroristen vor laufender Kamera enthaupteten Nicholas Berg. Er interviewte Berg im Zusammenhang mit seinem neusten Film Fahrenheit 9/11. Das Interview kommt darin jedoch nicht vor. Moore möchte das Interview nicht veröffentlichen, sondern nur der Familie Bergs zugänglich machen.

### Sonntag, 30. Mai 2004
- Chobar/Saudi-Arabien: Bei einer Geiselnahme in der saudi-arabischen Hafenstadt Chobar sind 22 Menschen getötet worden. Eine saudische Sondereinheit hat die Geiselnahme am Morgen blutig beendet. Zur Geiselnahme bekannt hat sich die Terrororganisation Al-Qaida. Der Angriff habe sich gegen US-Erdölfirmen gerichtet, die muslimische Bodenschätze stehlen würden, hieß es auf einer Webseite, auf der sich die Terrorgruppe in der Vergangenheit mehrfach zu Wort gemeldet hatte.
- Hongkong/China: In Hongkong kommt es zu Massendemonstration zum Gedenken des 15. Jahrestages des Tienanmen-Massakers in Peking.
- Mailand/Italien: Der Gesamtsieg bei der 87. Ausgabe des Rad-Etappenrennens Giro d’Italia geht an den Italiener Damiano Cunego. Es ist sein erster Gesamtsieg bei dieser Rundfahrt und der 62. eines Italieners.[12]

### Montag, 31. Mai 2004
- Berlin/Deutschland: Mit einem neuen Teilnehmerrekord geht der 9. Karneval der Kulturen zu Ende, der auch davon profitiert, dass die Love Parade ausfällt. Die Veranstalter melden die Zahl von 900.000 Besuchern.[13]

## Weblinks

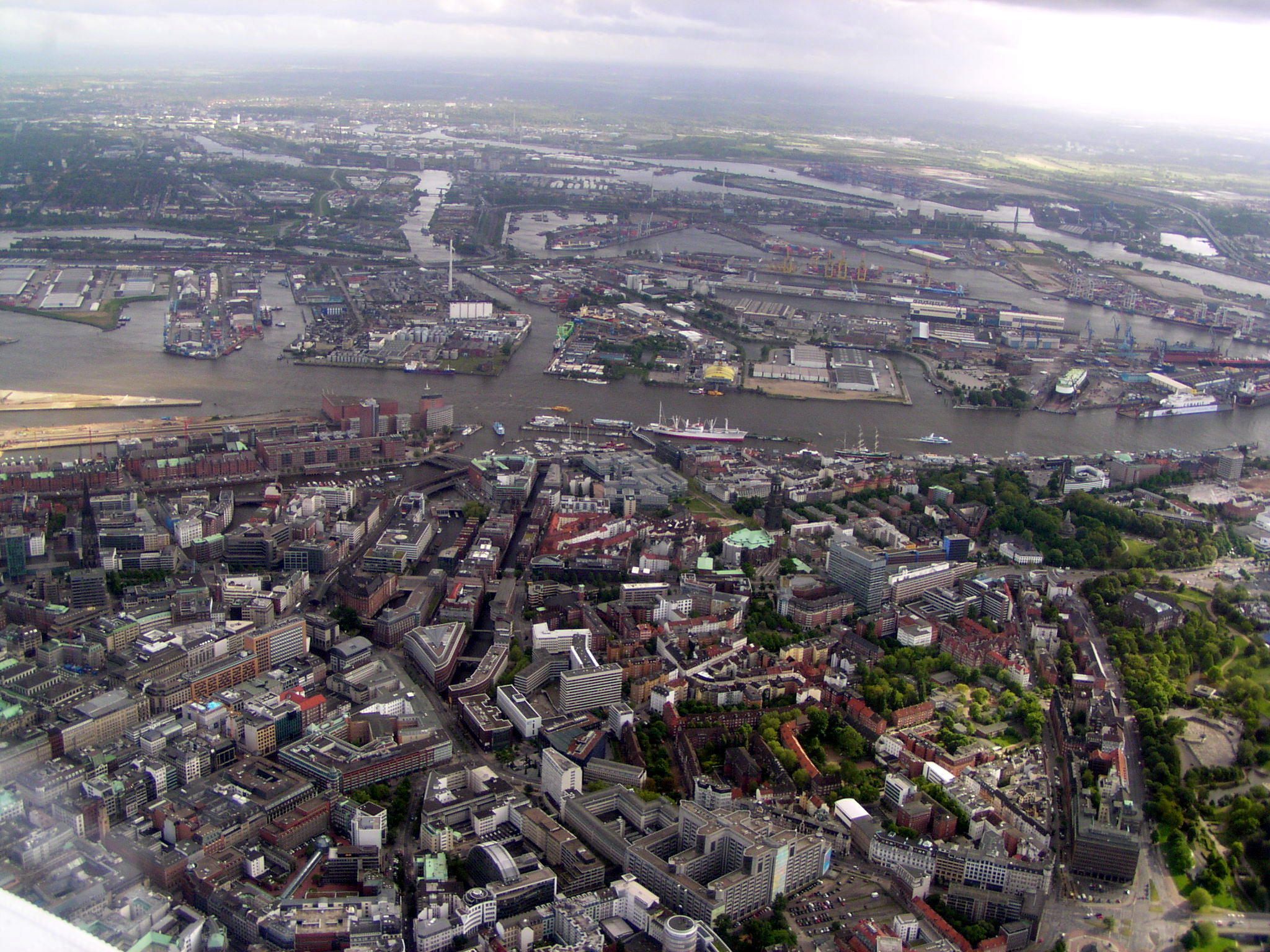
Hamburg im Mai 2004